# Арсеновичі
Арсено́вичі — село в Україні, у Велицькій сільській територіальній громаді Ковельського району Волинської області. Населення становить 281 осіб.

## Географія
Селом протікає річка Стохід.

## Історія
У 1906 році село Велицької волості Ковельського повіту Волинської губернії. Відстань від повітового міста 47 верст, від волості 9. Дворів 38, мешканців 262.
До 14 серпня 2015 року село підпорядковувалось Сільцівській сільській раді Ковельського району Волинської області.

## Населення
Згідно з переписом УРСР 1989 року чисельність наявного населення села становила 328 осіб, з яких 159 чоловіків та 169 жінок.
За переписом населення України 2001 року в селі мешкало 279 осіб. 100 % населення вказало своєю рідною мовою українську мову.